# Rathaus (Strzelin)

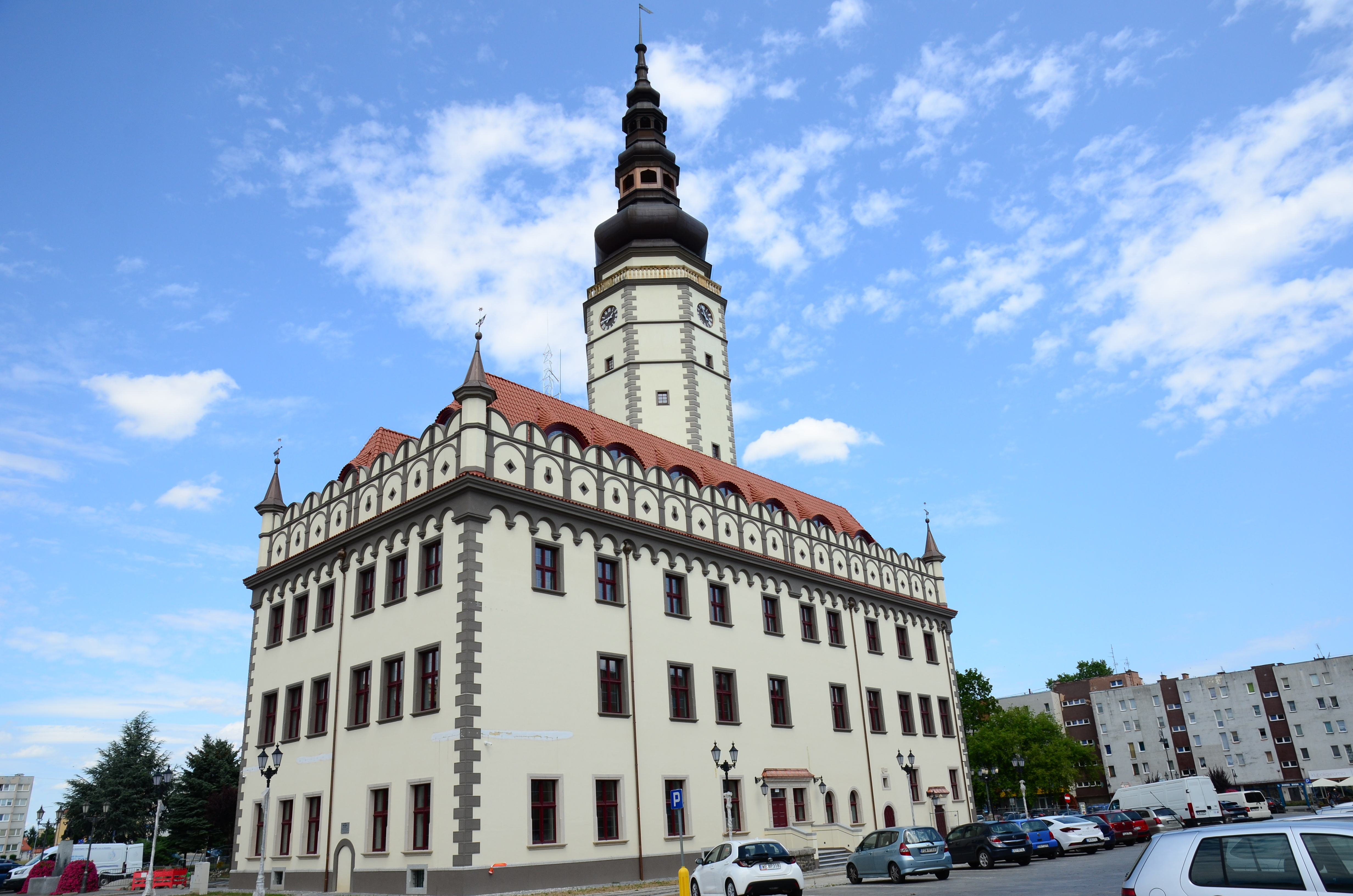
Rekonstruiertes Rathaus 2023

Das Rathaus im schlesischen Strzelin (deutsch Strehlen) ist ein Bauwerk am Ring, dem Strehlener Marktplatz. Das Gebäude wurde im Frühjahr 1945 zerstört. Der Rathausturm wurde 2011 wieder aufgebaut, der Rathausbau von 2020 bis 2023 rekonstruiert.

## Geschichte
Ein Rathaus besteht in Strehlen bereits seit dem 14. Jahrhundert. Ein erster Bau entstand an Stelle eine Kaufmannhauses. Zwischen 1520 und 1526 entstand ein steinerner Rathausbau im Stil der Renaissance. 1548 brannte dieser Bau nieder und wurde bis 1564 wiederaufgebaut. 1619 brannte der Rathausturm nieder und wurde wieder aufgebaut. 1648 stürzte der Turm ein und beschädigte den Rathausbau. 1706 zerstörte ein Feuer erneut das Rathaus. 1817 wurde das Gebäude durch einen Blitzeinschlag teilweise zerstört. Daraufhin erfolgte ein Wiederaufbau in vereinfachter Form.
Im Frühjahr 1945 brannte das Rathaus bis auf die Grundmauern nieder. Die Ruinen wurden in den 1950er Jahren beseitigt. Lediglich die unteren Geschosse des Rathausturms blieben erhalten und wurden 1987 unter Denkmalschutz gestellt.
Seit Anfang der 2000er Jahre bestanden Überlegungen und Pläne zum Wiederaufbau des Rathauses. Zwischen 2004 und 2006 fanden archäologische Untersuchungen statt. Hierbei wurden erhaltene Kellermauern sichergestellt. Zwischen 2010 und 2011 erfolgte als erste Etappe der Wiederaufbau der oberen Geschosse des Rathausturms mit barocker Haube, der seitdem als Aussichtsturm dient. Der Wiederaufbau das Rathausbaus begann im August 2020. Das Gebäude wurde im Stil der Renaissance für ca. 19 Millionen Zloty rekonstruiert und 2023 fertiggestellt.

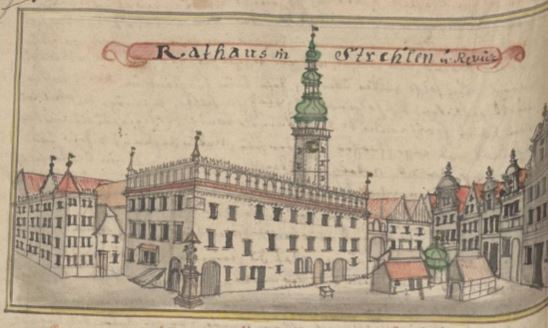
Zeichnung aus der Mitte des 18. Jahrhunderts
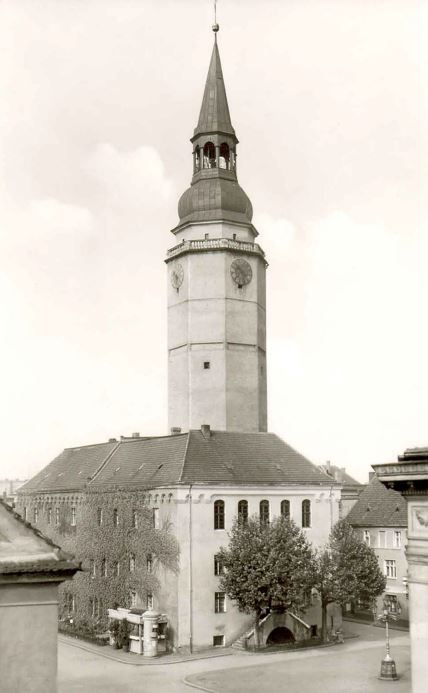
Aufnahme des Rathauses um 1935
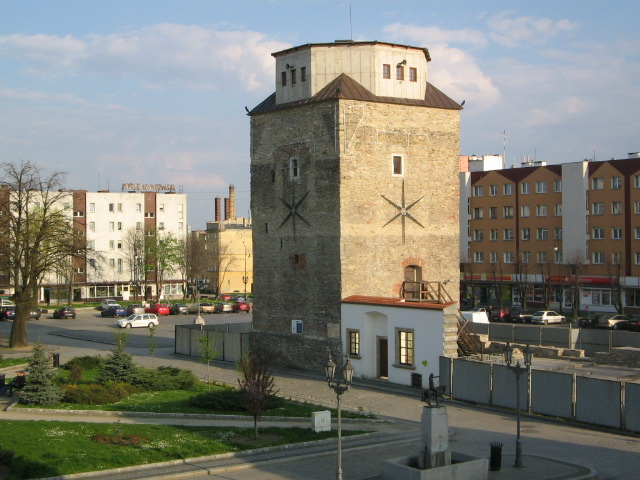
Grundmauern des Rathausturms (2008)
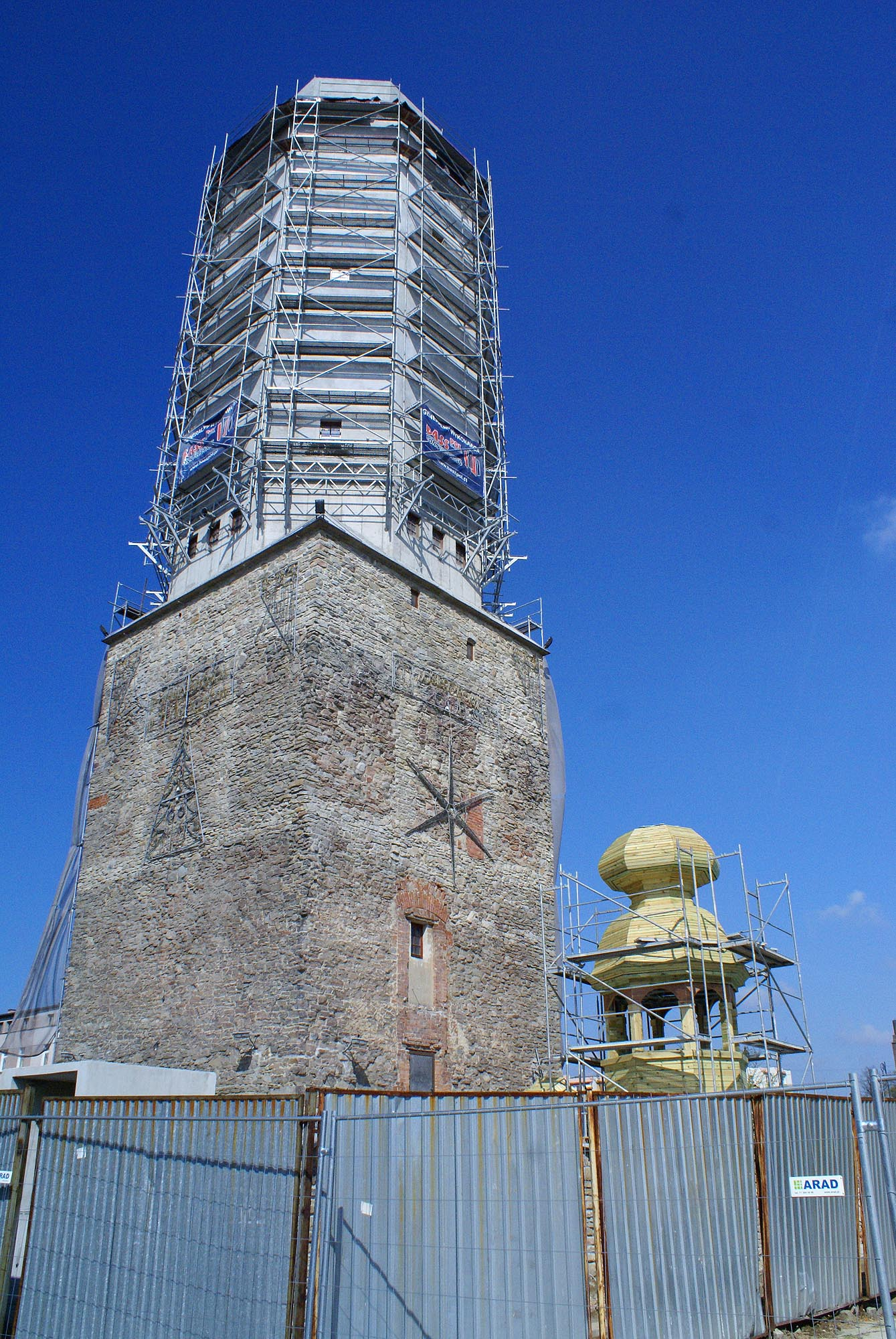
Wiederaufbau des Rathausturms
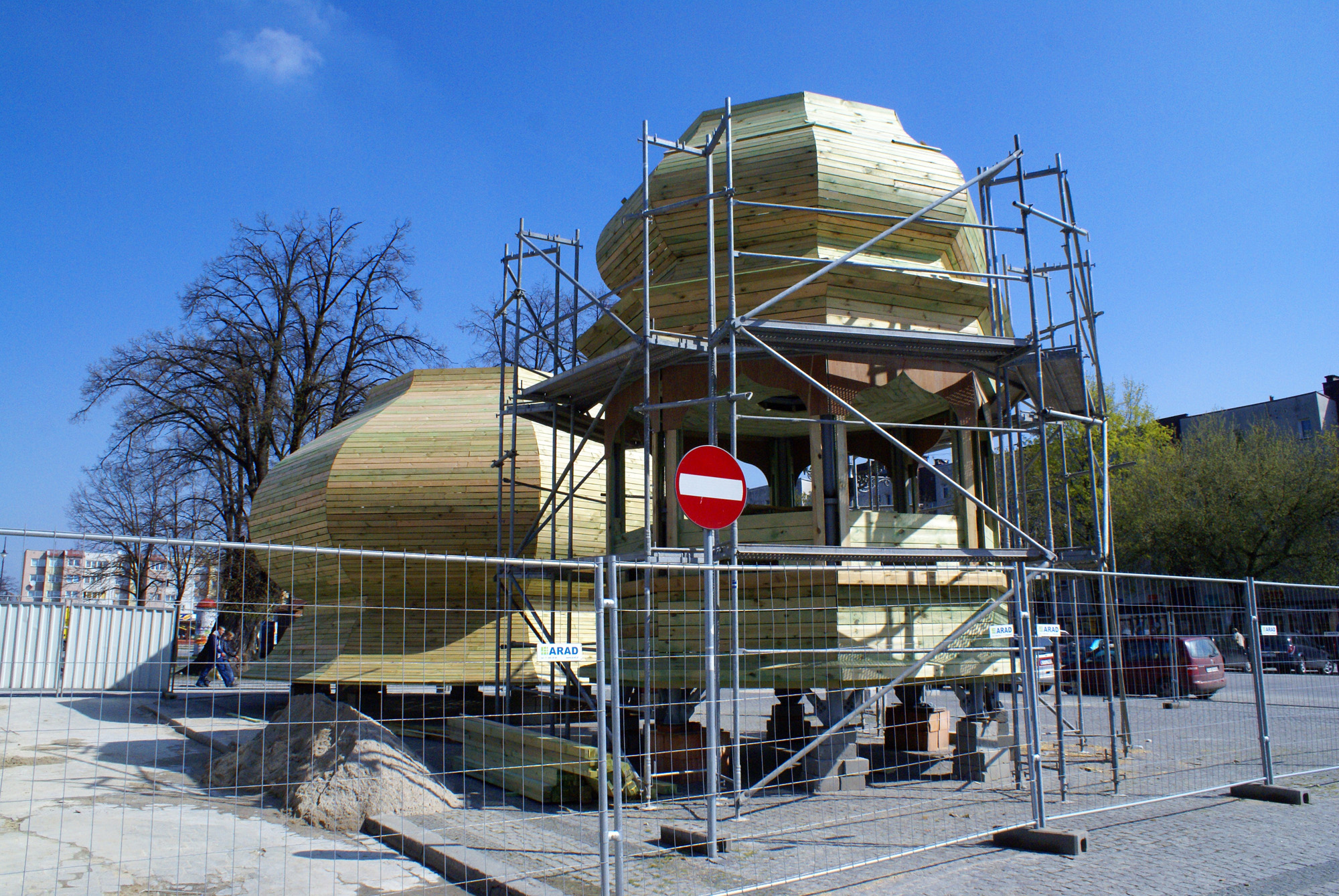
Turmhaube vor der Anbringung (2011)
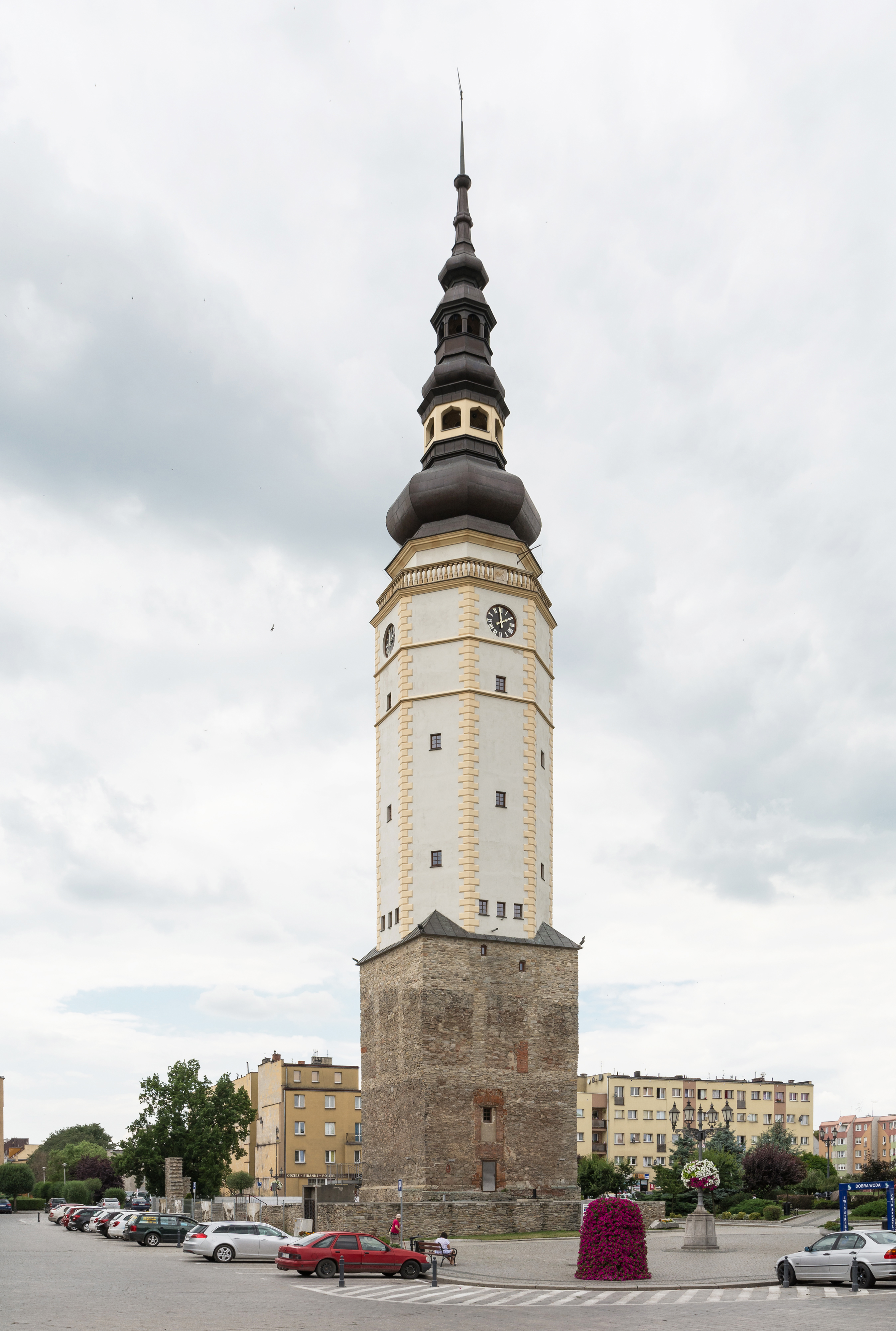
Rathausturm (2016)